# Discografia de Skank
Skank é uma banda brasileira fundada em 1992.

## Álbuns

### Álbuns de estúdio
| Ano  | Álbum                                                                                        | Vendas              | Certificações   |
| ---- | -------------------------------------------------------------------------------------------- | ------------------- | --------------- |
| 1992 | Skank - Lançamento: 1992 - Gravadora: Chaos - Formato: CD, LP, download digital              | - Vendas: 250.000   | - PMB: Ouro     |
| 1994 | Calango - Lançamento: 1994 - Gravadora: Chaos - Formato: CD, LP, K7, download digital        | - Vendas: 1.200.000 | - PMB: Diamante |
| 1996 | O Samba Poconé - Lançamento: 1996 - Gravadora: Chaos - Formato: CD, LP, K7, download digital | - Vendas: 1.800.000 | - PMB: Diamante |
| 1998 | Siderado - Lançamento: 1998 - Gravadora: Chaos - Formato: CD, download digital               | - Vendas: 750.000   | - PMB: Platina  |
| 2000 | Maquinarama - Lançamento: Junho de 2000 - Gravadora: Chaos - Formato: CD, download digital   | - Vendas: 250.000   | - PMB: Platina  |
| 2003 | Cosmotron - Lançamento: 2003 - Gravadora: Epic - Formato: CD, download digital               | - Vendas: 400.000   | - PMB: Ouro     |
| 2006 | Carrossel - Lançamento: Agosto de 2006 - Gravadora: Sony BMG - Formato: CD, download digital | - Vendas: 210.000   | - PMB: Ouro     |
| 2008 | Estandarte - Lançamento: 2008 - Gravadora: Sony BMG - Formato: CD, download digital          | - Vendas: 90.000    | - PMB: Platina  |
| 2014 | Velocia - Lançamento: Maio de 2014 - Gravadora: Sony Music - Formato: CD, download digital   |                     |                 |

### Álbuns ao vivo
| Ano  | Álbum | Vendas            | Certificações     |
| ---- | --- | ----------------- | ----------------- |
| 2001 | MTV ao Vivo: Skank - Lançamento: 2001 - Gravadora: Chaos - Formato: CD, download digital                              | - Vendas: 620.000 | - PMB: 2× Platina |
| 2010 | Multishow ao Vivo: Skank no Mineirão - Lançamento: 2010 - Gravadora: Sony Music - Formato: CD duplo, download digital | - Vendas: 150.000 | - PMB: 2× Platina |
| 2012 | Rock in Rio 2011 - Skank - Lançamento: 2012 - Gravadora: Sony Music - Formato: CD, download digital                   | - Vendas: 15.000  |                   |
| 2018 | Os Três Primeiros - Lançamento: 2018 - Gravadora: Sony Music - Formato: CD duplo, download digital                    |                   |                   |

### Coletâneas
| Ano  | Álbum                                                                                       | Vendas            | Certificações  |
| ---- | ------------------------------------------------------------------------------------------- | ----------------- | -------------- |
| 2004 | Radiola - Lançamento: 2004 - Gravadora: Epic - Formato: CD, download digital                | - Vendas: 240.000 | - PMB: Platina |
| 2012 | Skank 91 - Lançamento: 2012 - Gravadora: Sony Music - Formato: CD, download digital         | - Vendas: 5.000   |                |
| 2013 | #1 Hits - Lançamento: 2013 - Gravadora: Sony Music - Formato: Download digital              | - Vendas: 25.000  |                |
| 2014 | Mega Hits: Skank - Lançamento: 2014 - Gravadora: Sony Music - Formato: CD, download digital | - Vendas: 35.000  |                |

### Álbuns de vídeo
| Ano  | Álbum                                                                                                   | Vendas            | Certificações     |
| ---- | --- | ----------------- | ----------------- |
| 2001 | MTV ao Vivo: Skank - Lançamento: 2001 - Gravadora: Chaos - Formato: DVD                                 | - Vendas: 620.000 | - PMB: 2× Platina |
| 2002 | Videografia 1994-2001 (coletânea) - Lançamento: 2002 - Gravadora: Chaos - Formato: DVD                  |                   |                   |
| 2004 | Multishow ao Vivo: Cosmotron - Lançamento: 2004 - Gravadora: Epic - Formato: DVD                        | - Vendas: 200.000 | - PMB: Ouro       |
| 2010 | Multishow ao Vivo: Skank no Mineirão - Lançamento: 2010 - Gravadora: Sony Music - Formato: DVD, blu-ray | - Vendas: 150.000 | - PMB: Platina    |
| 2012 | Rock in Rio 2011 - Skank - Lançamento: Agosto de 2012 - Gravadora: Sony Music - Formato: DVD            | - Vendas: 15.000  |                   |
| 2018 | Os Três Primeiros - Lançamento: 2018 - Gravadora: Sony Music - Formato: DVD                             |                   |                   |

## Singles
| Ano  | Single                                | Paradas       | Paradas                     | Certificações | Álbum                                |
| Ano  | Single                                | BRA Billboard | Billboard Pop/Rock Nacional | Certificações | Álbum                                |
| ---- | ------------------------------------- | ------------- | --------------------------- | ------------- | ------------------------------------ |
| 1993 | "Tanto (I Want You)"                  | —             |                             |               | Skank                                |
| 1993 | "Baixada News"                        | —             |                             |               | Skank                                |
| 1993 | "O Homem Que Sabia Demais"            | —             |                             |               | Skank                                |
| 1993 | In(dig)nação                          | —             |                             |               | Skank                                |
| 1994 | "É Proibido Fumar"                    | —             |                             |               | Calango                              |
| 1994 | "Esmola"                              | —             |                             |               | Calango                              |
| 1995 | "Te Ver"                              | —             |                             |               | Calango                              |
| 1995 | "Pacato Cidadão"                      | —             |                             |               | Calango                              |
| 1995 | "Jackie Tequila"                      | —             |                             |               | Calango                              |
| 1996 | "Garota Nacional"                     | —             |                             |               | O Samba Poconé                       |
| 1996 | "Tão Seu"                             | —             |                             |               | O Samba Poconé                       |
| 1997 | "É Uma Partida de Futebol"            |               |                             |               | O Samba Poconé                       |
| 1998 | "Resposta"                            | —             |                             |               | Siderado                             |
| 1998 | "Siderado"                            | —             |                             |               | Siderado                             |
| 1998 | "Saideira"                            | —             |                             |               | Siderado                             |
| 1999 | "Mandrake e os Cubanos                | —             |                             |               | Siderado                             |
| 2000 | "Estare Prendido en Tus Dedos"        | —             |                             |               | Outlandos D'Americas                 |
| 2000 | "Três Lados"                          | —             |                             |               | Maquinarama                          |
| 2000 | "Balada do Amor Inabalável"           | —             |                             |               | Maquinarama                          |
| 2000 | "Fica"                                | —             |                             |               | Maquinarama                          |
| 2001 | "Ela Desapareceu"                     | —             |                             |               | Maquinarama                          |
| 2001 | "Acima do Sol"                        | —             |                             |               | MTV ao Vivo                          |
| 2002 | "Tanto (Ao Vivo)"                     | —             |                             |               | MTV ao Vivo                          |
| 2002 | "Canção Noturna"                      | —             |                             |               | MTV ao Vivo                          |
| 2002 | "Ali"                                 | —             |                             |               | MTV ao Vivo                          |
| 2003 | "Dois Rios"                           | —             |                             |               | Cosmotron                            |
| 2003 | "Vou Deixar"                          | —             |                             |               | Cosmotron                            |
| 2004 | "Amores Imperfeitos"                  | —             |                             |               | Cosmotron                            |
| 2004 | "Vamos Fugir"                         | —             |                             |               | Radiola                              |
| 2005 | "Um Mais Um"                          | —             |                             |               | Radiola                              |
| 2006 | "Uma Canção é Pra Isso"               | —             |                             | - : Ouro      | Carrossel                            |
| 2006 | "Mil Acasos"                          | —             |                             | - : Ouro      | Carrossel                            |
| 2007 | "Seus Passos"                         | —             |                             | - : Ouro      | Carrossel                            |
| 2008 | "Beleza Pura"                         | —             |                             |               | Beleza Pura - Nacional               |
| 2008 | "Ainda Gosto Dela" (part. Negra Li)   | —             |                             |               | Estandarte                           |
| 2009 | "Sutilmente"                          | 9             |                             |               | Estandarte                           |
| 2010 | "Noites de um Verão Qualquer"         | 43            |                             |               | Estandarte                           |
| 2010 | "De Repente"                          | 30            |                             |               | Multishow ao Vivo: Skank no Mineirão |
| 2011 | "Presença"                            | —             |                             |               | Multishow ao Vivo: Skank no Mineirão |
| 2014 | "Ela Me Deixou"                       | 33            |                             |               | Velocia                              |
| 2014 | "Esquecimento"                        | 57            |                             |               | Velocia                              |
| 2015 | "Do Mesmo Jeito"                      | —             |                             |               | Velocia                              |
| 2017 | "A Hard Day's Night"                  | —             |                             |               | Pega Pega - Volume 1                 |
| 2018 | "Algo Parecido"                       | 58            |                             |               | Os Três Primeiros                    |
| 2020 | "Simplesmente" (part. Roberta Campos) | 95            | 3                           |               |                                      |

### Outras músicas
- Músicas certificadas embora não tenham sido lançadas como single oficialmente

| Ano  | Single                    | Certificação | Álbum     |
| ---- | ------------------------- | ------------ | --------- |
| 2008 | "Um Homem Solidário"      | - : Ouro     | Carrossel |
| 2008 | "Trancoso"                | - : Ouro     | Carrossel |
| 2008 | "Seus Passos"             | - : Ouro     | Carrossel |
| 2008 | "Panorâmica"              | - : Ouro     | Carrossel |
| 2008 | "O Som da Sua Voz"        | - : Ouro     | Carrossel |
| 2008 | "Notícia"                 | - : Ouro     | Carrossel |
| 2008 | "Lugar"                   | - : Ouro     | Carrossel |
| 2008 | "Garrafas"                | - : Ouro     | Carrossel |
| 2008 | "Eu e a Felicidade"       | - : Ouro     | Carrossel |
| 2008 | "Balada pra João e Joana" | - : Ouro     | Carrossel |
| 2008 | "Até o Amor Virar Poeira" | - : Ouro     | Carrossel |
| 2008 | "Antitelejornal"          | - : Ouro     | Carrossel |
| 2008 | "As Noites"               | - : Ouro     | Cosmotron |

### Participações
| Ano  | Single                                          | Paradas | Álbum                                   |
| Ano  | Single                                          | BRA     | Álbum                                   |
| ---- | ----------------------------------------------- | ------- | --------------------------------------- |
| 2007 | "Balada do Amor Inabalável" (feat. Nação Zumbi) | —       | Estúdio Coca-Cola - Skank e Nação Zumbi |
| 2010 | "Wavin' Flag" (feat. K'naan)                    | 71      | Troubadour                              |

## Videoclipes
| Ano  | Título                                            | Diretor(es)                                                            | Álbum             |
| ---- | ------------------------------------------------- | ---------------------------------------------------------------------- | ----------------- |
| 1992 | "Let Me Try Again"                                | Eder Santos                                                            | Skank             |
| 1993 | "Baixada News"                                    | André Andrade, Sérgio Nedal                                            | Skank             |
| 1993 | "O Homem Que Sabia Demais"                        | André Andrade, Sérgio Nedal                                            | Skank             |
| 1993 | "In(dig)nação"                                    | André Andrade, Sérgio Nedal                                            | Skank             |
| 1994 | "É Proibido Fumar"                                | Andrucha Waddington                                                    | Calango           |
| 1995 | "Te Ver"                                          | Andrucha Waddington                                                    | Calango           |
| 1995 | "A Cerca"                                         | Gringo Cardia                                                          | Calango           |
| 1996 | "Garota Nacional"                                 | Arthur Fontes, Andrucha Waddington                                     | O Samba Poconé    |
| 1997 | "É Uma Partida de Futebol"                        | Roberto Berliner                                                       | O Samba Poconé    |
| 1997 | "Poconé"                                          | Gringo Cardia                                                          | O Samba Poconé    |
| 1998 | "Resposta"                                        | Arthur Fontes, Cláudio Torres                                          | Siderado          |
| 1999 | "Saideira"                                        | Roberto Berliner, Raul Mourão                                          | Siderado          |
| 1999 | "Mandrake e os Cubanos"                           | Roberto Berliner, Raul Mourão                                          | Siderado          |
| 2000 | "Três Lados"                                      | Roberto Berliner, Raul Mourão, André Horta                             | Maquinarama       |
| 2000 | "Balada do Amor Inabalável"                       | Eder Santos                                                            | Maquinarama       |
| 2001 | "Ela Desapareceu"                                 | Mari Stockler, Karina Ades                                             | Maquinarama       |
| 2003 | "Dois Rios"                                       | Oscar Rodrigues Alves, Nando Cohen                                     | Cosmotron         |
| 2003 | "Vou Deixar"                                      | Oscar Rodrigues Alves, Marcelo Presotto, Luciano Cury, Adriano Goldman | Cosmotron         |
| 2006 | "Uma Canção É Pra Isso"                           | Oscar Rodrigues Alves, Alexandre Cruz, Nando Cohen                     | Carrossel         |
| 2007 | "Mil Acasos"                                      | Oscar Rodrigues Alves, Pietro Sargentelli                              | Carrossel         |
| 2007 | "Seus Passos"                                     | Conrado Almada                                                         | Carrossel         |
| 2008 | "Ainda Gosto Dela" (com participação de Negra Li) | Hugo Prata                                                             | Estandarte        |
| 2009 | "Sutilmente"                                      | Conrado Almada                                                         | Estandarte        |
| 2010 | "Noites de um Verão Qualquer"                     | Conrado Almada                                                         | Estandarte        |
| 2011 | "Presença" (com participação de Emicida)          | Oscar Rodrigues Alves, Alexandre Cruz, Marcelo Siqueira                | —                 |
| 2014 | "Ela Me Deixou"                                   | Conrado Almada                                                         | Velocia           |
| 2014 | "Esquecimento"                                    | Conrado Almada                                                         | Velocia           |
| 2015 | "Do Mesmo Jeito"                                  | Daniel Ferreti                                                         | Velocia           |
| 2018 | "Algo Parecido"                                   | Daniel Bontempo                                                        | Os Três Primeiros |